# Західна вулиця (Київ)
За́хідна ву́лиця — вулиця в Солом'янському районі міста Києва, місцевість Караваєві Дачі. Пролягає від вулиці Андрія Мельника до Борщагівської вулиці. 

## Історія
Під сучасною назвою вулиця відома з 1944 року внаслідок розмежування Гарматного шляху.
У серпні 2015 року комунальна корпорація «Київавтодор» провела ремонт дорожнього покриття вулиці — відремонтовано 2842 м² асфальтобетонного покриття проїзної частини та 1612 м² тротуарів; біля дошкільного навчального закладу № 383 (дитячий садок) нанесена нова 3D-розмітка біло-блакитного кольору та встановлені нові попереджувальні знаки.

## Установи та заклади
- № 9 — Шулявське кладовище.
- № 11 — Бібліотека естетичного виховання імені О. П. Довженка.

## Світлини

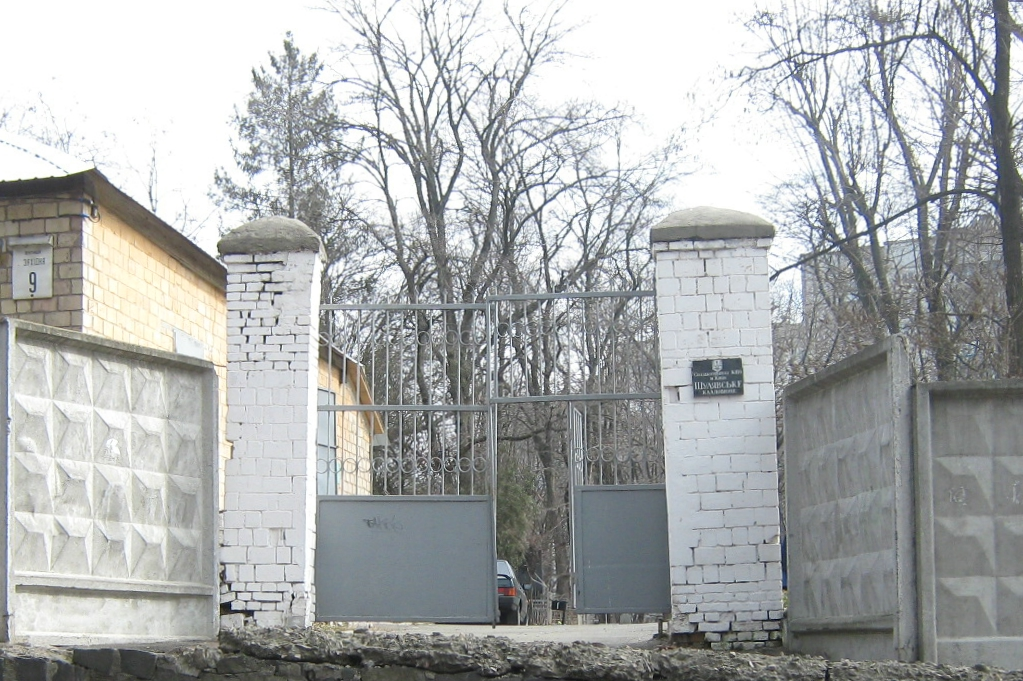
Шулявське кладовище
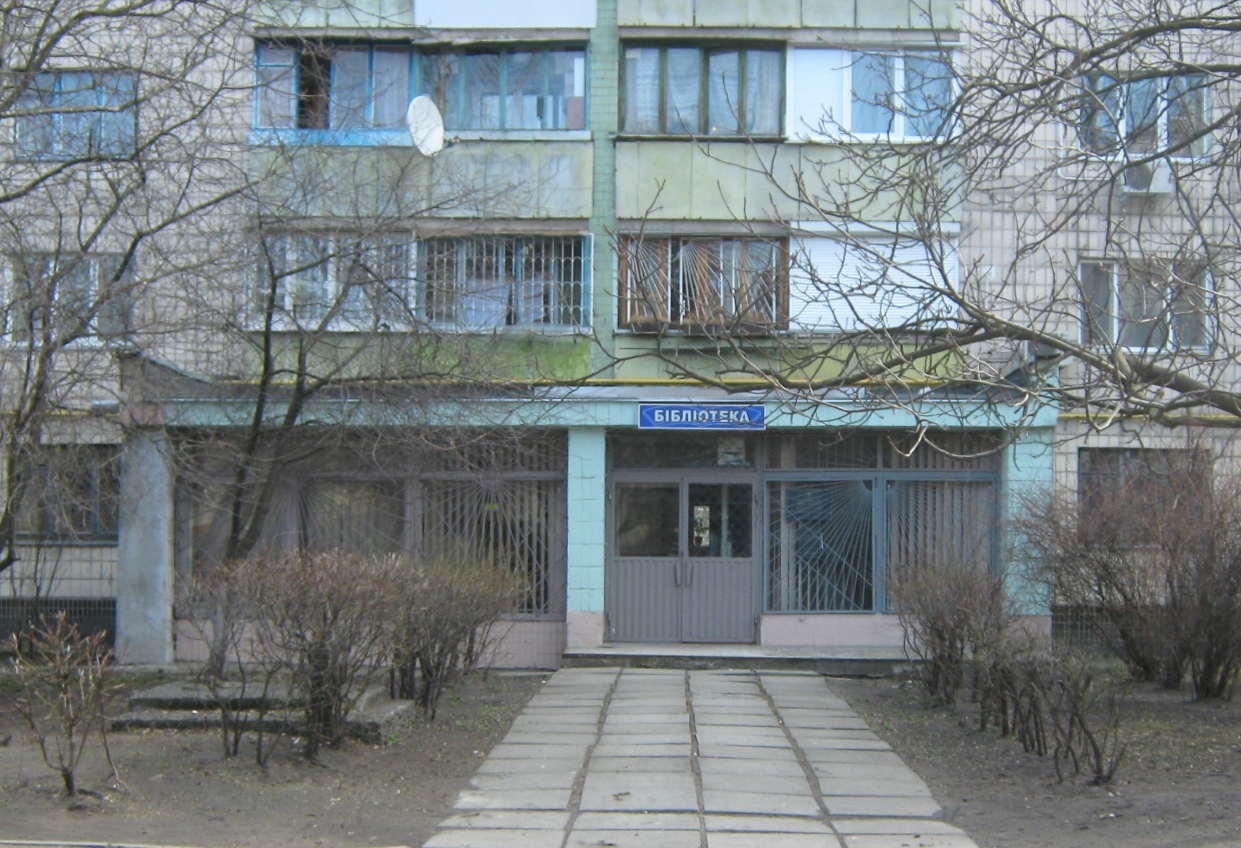
Бібліотека імені О. П. Довженка